# 李昌薫 (マラソン選手)
李 昌薫（イ・チャンフン、이창훈、1935年3月21日 - 2004年1月13日）は、大韓民国のマラソン選手。本貫は京山（京山李氏）で、慶尚北道星州郡船南面出身。

## 経歴
慶尚北道星州郡の船南東部初等学校（선남동부초등학교）、大邱の嶺南中学校、ソウルの養正高等学校、中央大学校を卒業した。船南東部初等学校の5年生のとき、マラソンを始めた。孫基禎の教えを受けた養正高等学校1年生のときから、慶尚北道の陸上競技長距離走代表として活躍し、特に全国大会で中距離走以上の種目をほぼ席巻した。
1955年6月11日と12日にソウル運動場で開催された第16回メルボルンオリンピック派遣マラソン予選戦で2時間48分57秒を記し、2位となった。大韓民国代表として出場した1956年メルボルンオリンピックでは、2時間28分45秒の記録を出して4位となり、東京都で開催された1958年アジア競技大会では、2時間32分55秒の記録を立てて金メダルを獲得した。
1959年9月29日に韓国日報と大韓陸上競技連盟の主催で開かれた9・28ソウル修復記念第1回ソウル～仁川間国際マラソン大会（9·28 서울 수복 기념 제1회 서울~인천간 국제 마라톤 대회）で2時間24分7秒の記録を立てて優勝した。当時、彼が立てた記録は男子マラソンの大韓民国新記録となり、1962年10月25日にキム・ヨンボム（김연범）が2時間23分56秒の記録を立てるまで、破られなかった。
1960年ローマオリンピックでは、2時間32分55秒の記録で20位となり、1965年に引退した。1977年から1995年まで大韓陸上競技連盟専務理事、マラソン強化委員長などを歴任し、2004年1月13日に69歳を一期として死去した。夫人は孫基禎の娘である孫文英（ソン・ムンヨン、손문영）であり、ふたりの間に3人の息子たち、李埈碩（イ・ジュンソク、이준석）、李埈承（イ・ジュンスン、이준승）、李埈昊（イ・ジュンホ、이준호）が生まれた。